# Allegan
Allegan ist eine Stadt im US-Bundesstaat Michigan und der Verwaltungssitz (County Seat) des Allegan County. Das U.S. Census Bureau hat bei der Volkszählung 2020 eine Einwohnerzahl von 5222 auf einer Fläche von 11,0 km² ermittelt.
Allegan befindet sich im südlich-zentralen Teil des Countys. Im Westen und Nordwesten befindet sich das fast 50.000 Hektar große Waldgebiet Allegan State Game Area, für das die Stadt als Eingangstor gilt. Der Lake Allegan ist auch ein großartiges Touristenziel für Bootsfahrten, Angeln und Schwimmaktivitäten.

## Geschichte
Allegan wurde 1837 von dem Ethnologen Henry Rowe Schoolcraft in einer Wortneuschöpfung benannt, die wie ein indianisches Wort klingt. Land wurde von der Regierung gekauft, um das Geschäftsviertel in der Innenstadt zu bilden; die Gemeindegründung als Village erfolgte 1838 und die Umwandlung in eine Stadt wurde 1907 genehmigt.
Allegans dichte Wälder, Seen und Flussgeografie dienten als Quelle für Wasserkraft, Handelswege für Dampfschiffe und Holzproduktion. Sobald die Wälder gerodet waren, wurde Allegan zu einem Zentrum für Handel, Industrie und Landwirtschaft.

## Demografie
Nach einer Schätzung von 2019 leben in Allegan 5020 Menschen. Die Bevölkerung teilt sich auf in 81,8 % Weiße, 9,6 % Afroamerikaner, 0,8 % amerikanische Ureinwohner, 2,1 % Asiaten und 4,5 % mit zwei oder mehr Ethnizitäten. Hispanics und Latinos aller Ethnien machten 9,3 % der Bevölkerung aus. Das mittlere Haushaltseinkommen lag bei 45.722 US-Dollar und die Armutsquote bei 13,1 %.

## Wirtschaft
Der größte lokale Arbeitgeber ist das Pharmaunternehmen Perrigo.